# 斡勤巴儿合黑
斡勤·巴儿合黑，《元史·宗室世系表》作窠斤·八剌哈哈，《元史·太祖纪》作八剌哈，《圣武亲征录》作八儿哈·拔都，合不勒汗的长子，成吉思汗的伯祖。
斡勤的意思是女子、姑娘，因为他有一张阔大、下颌丰满的圆脸，容貌俊美如同少女，于是有这个名称。他在年轻的时候，与俺巴孩一样，被塔塔儿人出卖，送给金国，钉在木驴上被杀害。他的后裔形成了乞颜-主儿乞部（乞牙惕-禹儿勤部）。

## 子孙
- 子：忽秃黑秃·禹儿乞（莎儿合秃·主儿乞、速儿合秃·禹儿乞）
  - 孙：撒察别乞
  - 孙：泰出（《史集》记载泰出是忽秃黑秃蒙古儿的儿子）